# Fucheng, Mianyang
Fucheng är ett stadsdistrikt och säte för stadsfullmäktige i Mianyang i Sichuan-provinsen i sydvästra Kina.